# Toscane Tori
Toscane Tori (3 de marzo de 2004) es una deportista francesa que compite en esgrima, especialista en la modalidad de sable.
Ganó una medalla de oro en el Campeonato Mundial de Esgrima de 2025 y una medalla de oro en el Campeonato Europeo de Esgrima de 2025, ambas en la prueba por equipos.

## Palmarés internacional
| Campeonato Mundial | Campeonato Mundial | Campeonato Mundial | Campeonato Mundial |
| Año                | Lugar              | Medalla            | Prueba             |
| ------------------ | ------------------ | ------------------ | ------------------ |
| 2025               | Tiflis (Georgia)   | Medalla de oro     | Sable por equipos  |
| Campeonato Europeo |                    |                    |                    |
| Año                | Lugar              | Medalla            | Prueba             |
| 2025               | Génova (Italia)    | Medalla de oro     | Sable por equipos  |